# Caminha
Caminha (kɐ'miɲɐ) è un comune portoghese di 17 069 abitanti situato nel distretto di Viana do Castelo.

## Società

### Evoluzione demografica
| Popolazione di Caminha (1801 – 2004) | Popolazione di Caminha (1801 – 2004) | Popolazione di Caminha (1801 – 2004) | Popolazione di Caminha (1801 – 2004) | Popolazione di Caminha (1801 – 2004) | Popolazione di Caminha (1801 – 2004) | Popolazione di Caminha (1801 – 2004) | Popolazione di Caminha (1801 – 2004) | Popolazione di Caminha (1801 – 2004) |
| ------------------------------------ | ------------------------------------ | ------------------------------------ | ------------------------------------ | ------------------------------------ | ------------------------------------ | ------------------------------------ | ------------------------------------ | ------------------------------------ |
| 1801                                 | 1849                                 | 1900                                 | 1930                                 | 1960                                 | 1981                                 | 1991                                 | 2001                                 | 2004                                 |
| 9251                                 | 12167                                | 15288                                | 15810                                | 16688                                | 15883                                | 16207                                | 17069                                | 16926                                |

## Freguesias
- Âncora
- Arga de Baixo
- Arga de Cima
- Arga de São João
- Argela
- Azevedo
- Caminha (o Caminha-Matriz)
- Cristelo
- Dem
- Gondar
- Lanhelas
- Moledo
- Orbacém
- Riba de Âncora
- Seixas
- Venade
- Vila Praia de Âncora
- Vilar de Mouros
- Vilarelho
- Vile

## Amministrazione

### Gemellaggi
Caminha è gemellata con:
- Pontault-Combault, Francia, dal 1978